# Uráli szövetségi körzet
Koordináták: é. sz. 64°, k. h. 72°64.000000°N 72.000000°E

Az Uráli szövetségi körzet elhelyezkedése Oroszországon belül

Az Uráli szövetségi körzet (oroszul Уральский федеральный округ [Uralszkij fegyeralnij okrug]) Oroszország nyolc szövetségi körzetének egyike. 

## Jellemzése
Területe: 1 788 900 km², lakossága meghaladja 12 millió főt.
Az elnöki képviselet székhelye: Jekatyerinburg
- Az elnök meghatalmazott képviselője: Nyikolaj Alekszandrovics Vinnyicsenko (2008. december 8. óta.)
- Korábbi elnöki képviselő a szövetségi körzetben:

1. Pjotr Mihajlovics Latisev (2000. május 18. – 2008. december 2.)

### Összetétele
Ebbe a szövetségi körzetbe tartozik a föderáció 6 alanya (szubjektuma): 
| Az Uráli szövetségi körzet alanyai | Az Uráli szövetségi körzet alanyai | Az Uráli szövetségi körzet alanyai | Az Uráli szövetségi körzet alanyai |
| #                                  | Zászló                             | Föderáció alanya                   | Székhely                           |
| ---------------------------------- | ---------------------------------- | ---------------------------------- | ---------------------------------- |
| 1                                  | A Kurgani terület zászlaja         | Kurgani terület                    | Kurgan                             |
| 2                                  | A Szverdlovszki terület zászlaja   | Szverdlovszki terület              | Jekatyerinburg                     |
| 3                                  | A Tyumenyi terület zászlaja        | Tyumenyi terület                   | Tyumeny                            |
| 4                                  | Hanti- és Manysiföld zászlaja      | Hanti- és Manysiföld               | Hanti-Manszijszk                   |
| 5                                  | A Cseljabinszki terület zászlaja   | Cseljabinszki terület              | Cseljabinszk                       |
| 6                                  | Jamali Nyenyecföld zászlaja        | Jamali Nyenyecföld                 | Szalehard                          |

## Külső hivatkozások
- Az Uráli szövetségi körzet hivatalos honlapja